# トマス・オブ・ブラザートン (初代ノーフォーク伯)

ノーフォーク伯爵トマス・オブ・ブラザートンの紋章

初代ノーフォーク伯爵トマス・オブ・ブラザートン（英語: Thomas of Brotherton, 1st Earl of Norfolk、1300年6月1日 - 1338年8月4日）は、イングランドの貴族。
イングランド王エドワード1世と2番目の王妃マーガレット・オブ・フランスの間の長男。エドワード2世の異母弟にあたる。

## 経歴
イングランド王エドワード1世と2番目の王妃マーガレット・オブ・フランスの第1子(長男)として北ヨークシャーのブラザートンに生まれる。
1312年12月16日にイングランド貴族爵位ノーフォーク伯爵に叙された。1316年には軍務伯に就任した。
1319年の異母兄エドワード2世によるスコットランド侵攻の際には留守を預かる摂政を務めるなどしたが、1326年の王妃イザベラのクーデタの際にはイザベラを支持した。
エドワード3世治世下でも地位を維持したが、1338年8月に死去した。
イザベラとその愛人モーティマーを中心とする宮廷派に対して第3代ランカスター伯ヘンリー、初代ケント伯エドマンド・オブ・ウッドストックらとともに対立した。
1338年8月4日に薨去。長女マーガレットが爵位を継承した。彼女は1397年に孫のトマス・モウブレーがノーフォーク公爵位に叙された際に一代限りのノーフォーク女公爵に叙されている。

## 家族
1316年から1320年の間の頃にサー・ロジャー・ヘイルズの娘アリスと結婚し、彼女との間に以下の3子を儲けた。
- 第1子（長男）エドワード・オブ・ノーフォーク（英語版）（1320年頃 - 1334年以前） - 夭折
- 第2子（長女）マーガレット（1320年頃 - 1399年） - 2代ノーフォーク女伯爵位を継承。ノーフォーク女公爵に叙される。はじめ4代セグレイヴ男爵ジョン・セグレイヴ（英語版）、ついで初代マニー男爵（英語版）ウォルター・マニー（英語版）と結婚
- 第3子（次女）アリス・オブ・ノーフォーク（英語版）（1324年 - 1351年） - 初代モンタギュー男爵（英語版）エドワード・モンタギュー（英語版）と結婚

1328年頃、ピーター・ド・ブローズの娘メアリーと再婚したが、彼女との間に生き残った子供はなかった。